# Albert Cuesta i Zaragosí
Albert Cuesta i Zaragosí (Barcelona, 11 de setembre de 1960) és un periodista, analista, traductor i conferenciant català especialitzat en electrònica de consum i tecnologies de la informació.

## Trajectòria

### Activitat professional
Actualment edita el blog albertcuesta.com, l'edició en espanyol del butlletí Mobile World Live de la GSMA i el blog de l'Observatorio Nacional 5G. Col·labora en diversos mitjans de comunicació com el diari Ara, Catalunya Ràdio i TV3.
En l'àmbit informatiu, entre 2004 i 2017 va editar el portal CanalPDA.com sobre dispositius, aplicacions i serveis mòbils. Prèviament, va dirigir o col·laborar en publicacions impreses com Sonido1, Hifimanía, Playboy, La Vanguardia, Binary, PC World, PC Plus, Quaderns tècnics i el diari Avui, digitals com La Vanguardia Digital i elEconomista i mitjans audiovisuals com FlaixFM, RAC1, COMRàdio, 8tv i la XTVL.
Ha impartit classes de periodisme digital a la Universitat Internacional de Catalunya i de direcció estratègica de comunicació a la Universitat Pompeu Fabra.
És el coordinador de l'Aliança per la presència digital del català.

### Activisme digital
L'any 1997, sota el paraigua de l'associació Club Cardedeu Online, va crear la llista ciutadana de correu electrònic de Cardedeu, el municipi del Vallès Oriental on resideix. Encara en funcionament, ha arribat a tenir més de 700 subscriptors i es tracta d'una de les comunitats virtuals més veteranes de Catalunya i de l'estat espanyol, anterior a l'aparició de les xarxes socials. L'Ajuntament de Cardedeu li va atorgar un reconeixement per la tasca efectuada.
L'any 2003 va crear A Cardedeu no anem bé, un dels primers moblogs, o fotoblogs específics per a ser editats i visualitzats en telèfon mòbil, dedicat en aquest cas a documentar i denunciar els actes d'incivisme observats al municipi de Cardedeu. Hostatjat a la plataforma TextAmerica, el blog va desaparèixer l'any 2007, quan aquesta va tancar.
Va ser el principal promotor de la campanya per aconseguir que Twitter tingués versió en català.
A Twitter també gestiona l'edició catalana del servei paneuropeu Politwoops, que arxiva els tuits que esborren els polítics en exercici després d'haver-los publicat.
També va crear El món ens mira, un recull continuat d'articles a la premsa internacional sobre esdeveniments a Catalunya, que manté amb la col·laboració de Germà Capdevila i Vernet, Toni Piqué i Fernàndez, Col·lectiu Emma i Anna Cornet.
Promou l'alfabetització digital dels internautes, denunciant el rastreig per part de les grans plataformes tecnològiques i difonent recomanacions per mitigar-lo.

## Publicacions
Més enllà de documentació tècnica i comercial de marques d'electrònica professional i de consum, ha traduït o adaptat diversos llibres de divulgació tecnològica i econòmica:
- Internet per a principiants (Pòrtic, 1997) ISBN 978 8473064705
- PC per a principiants
- Lo único importante: Cómo evitar el próximo, e inminente, colapso financiero (Deusto, 2017) ISBN, 978 8423425662
- Directo al infierno (Deusto, 2016) ISBN 9788423426454
- Cruzando el abismo (2015) ISBN 978-8498753554

## Premis i reconeixements
Ha rebut diversos guardons relacionats amb la seva tasca de divulgació sobre tecnologia.
- 2010: X Premio Vodafone de Periodismo de la Fundación Vodafone España[26]
- 2012: Premi Excel·lència de les Telecomunicacions a Catalunya, atorgat pel COETTC (Col·legi Oficial d'Enginyers de Telecomunicacions de Catalunya) pels articles publicats al diari Ara.[27]
- 2013: Premi Blogs Catalunya al millor blog professional sobre TIC, pels articles publicats al diari Ara[28]
- 2017: Reconeixement a un professional independent de comunicació, concedit per Eurecat[29]
- 2019: XX Premi Connexió de Divulgació i Comunicació, atorgat per Feceminte (Federació Catalana d'Empreses Instal·ladores de Telecomunicacions)[30]
- 2020: Premi a la Comunicació i Divulgació de les TIC, per la secció 'Dígits i andròmines', dins, Diari Ara. Atorgat per l'Associació Catalana d'Enginyers de Telecomunicació (Telecos.cat) i el Col·legi Oficial d'Enginyeria en Informàtica (COEINF).[cal citació]